# Leamon King
Leamon King (n. 13 februarie 1936, Tulare⁠(d), California, SUA – d. 22 mai 2001, Delano⁠(d), California, SUA) a fost un sprinter ce a reprezentat Statele Unite ale Americii, medaliat olimpic. A participat la o ediție a Jocurilor Olimpice (1956) în care a câștigat o medalie de aur.

## Palmares
| An   | Competiție        | Locație              | Loc | Eveniment | Note |
| ---- | ----------------- | -------------------- | --- | --------- | ---- |
| 1956 | Jocurile Olimpice | Melbourne, Australia | 1   | 4×100 m   | 39,5 |